# الكون في كفه (مسلسل)
الكون في كفة، مسلسل تلفزيوني كويتي. إنتاج عام 2020، وعرض في شهر رمضان. للمؤلف علي الدوحان وإخراج سائد بشير الهواري. تدور أحداث المسلسل بشكل درامي اجتماعي ضاحك. حول «شمور» (إلهام الفضالة) المرأة المتسلطة تملك منزل تعيش فيه مع أمها وإخوانها من الأم مع زوجاتهم وسط تحكمها وأوامرها السليطة عليهم، إلى أن تقع في الحب. كما اشتمل على العديد من المواقف الحزينة والكوميدية خلال الحلقات.
| الكون في كفة   | الكون في كفة                                               |
| -------------- | ---------------------------------------------------------- |
| النوع          | دراما                                                      |
| تأليف          | علي الدوحان                                                |
| إخراج          | سائد بشير الهواري                                          |
| البلد          | الكويت                                                     |
| عدد الحلقات    | 30                                                         |
| شارة البداية   | كلمات: شهاب أبو ميثم البلاوي ألحان وغناء: سيد جميل العبودي |
| منتج           | المجموعة الفنية للإعلان                                    |
| القناة         | إم بي سي دراماالشارقةأي تي فيالظفرة                        |
| بث لأول مرة في | 1 رمضان 1441هـ 24 أبريل 2020                               |
| بث لآخر مرة في | 30 رمضان 1441هـ 23 مايو 2020                               |

## الفنانين المشاركين بالعمل
| الممثل           | الشخصية | ملاحظات                                    |
| ---------------- | ------- | ------------------------------------------ |
| إلهام الفضالة    | شمور    | الأخت الكبرى، وتدور الأحداث حولها          |
| طيف              | بيبي    | والدة شمور، وبعد طلاقها تزوجت من أبو يعقوب |
| محمود بوشهري     | يعقوب   | الأخ الأول من لشمور من الأم                |
| مرام             | لولوة   | زوجة يعقوب                                 |
| فهد باسم         | فهد     | الأخ الثالث لشمور من الأم                  |
| عبد الله بهمن    | عيسى    | زوج شمور                                   |
| عبد الله الطليحي | حسين    | الأخ الثاني لشمور من الأم                  |
| في الشرقاوي      | مها     | زوجة حسين الثانية                          |
| ناصر عباس        | عزيز    | الأخ الأصغر لشمور                          |
| إيمان الحسيني    | حور     | زوجة حسين الأولى                           |
| ليالي دهراب      | نور     | زوجة فهد                                   |
| كفاح الرجيب      | سمر     | زوجة عزيز                                  |
| شهد سلمان        | فوزية   | والدة عيسى                                 |
| جنى الفليكاوي    | فله     | اخت شمور من الأب                           |
| ملك أبو زيد      | ملك     | ابنة يعقوب                                 |

## اامراجع
1. ↑  مسلسل - الكون في كفة - 2020 طاقم العمل، فيديو، الإعلان، صور، النقد الفني، مواعيد العرض، مؤرشف من الأصل في 2022-01-27، اطلع عليه بتاريخ 2022-02-12